# Kraayenstein
Kraayenstein is een wijk aan de westelijke rand van Den Haag. De wijk bestaat uit de woonbuurt Kraayenstein, ten westen van de Lozerlaan de woonbuurt Vroondaal en het natuur- en recreatiegebied Madestein tot aan de Oorberlaan, de grens tussen Den Haag en Monster (gemeente Westland).
De wijk is vernoemd naar een vroegere buitenplaats Kraayenstein dat gelegen was in het Zwarte Poldertje, sinds 1900 een groot tuinbouwgebied.
De wijk grenst aan de wijken Bouwlust en Vrederust, Kijkduin en Ockenburgh en Loosduinen.
De wijk, met voornamelijk koopappartementen en huurwoningen in het hogere segment, heeft een bewonersaantal van 5250 (in 2017).
Rond het winkelcentrum Kraayenstein gelegen aan de halfhoge Kraayensteinlaan en het eindpunt van tram 2 bevindt zich voornamelijk hoogbouw.

## Bewonersoverleg
Voor de bewoners van Kraayenstein is er de stichting bewonersoverleg Kraayenstein. De leden/wijkbewoners nemen deel aan de diverse commissies in Loosduinen, bijvoorbeeld ruimtelijke ordening en verkeer, welzijn en beheer.

## Transport
De eerste railverbinding in dit gebied, wat toen nog lang geen woonwijk was, was de stoomtram der WSM. In 1882 opende het eerste deel, Den Haag Lijnbaan--Loosduinen. De baan, emplacement en remise lagen naast wat nu Lippe Biesterfeldweg heet, waar sinds 1983 tramlijn 2 rijd. Op de hoek van de Loosduinse Hoofdstraat staat nu nog het voormalige WSM-hoofdkantoor. De Lippe Biesterfeldweg is dicht bij de Kraayensteinlaan. In 1888 opende een zijlijn naar Kijkduin, die tot 1928 bestond. De Tramstraat herinnert daar nog aan. In 1883 werd de lijn Loosduinen--Poeldijk--Naaldwijk geopend (later verlengd naar Delft & Maassluis), en later dat jaar Poeldijk--'s-Gravezande. (later verlengd naar Hoek van Holland) De lijn naar Poeldijk reed parallel aan maar op afstand van de Margaretha van Hennebergweg naar de Escamplaan, achter de huizen, maar daar is allang niets meer van te zien. Er waren ook veilingsporen. Op de Margaretha van Hennebergweg rijden tegenwoordig wel trams, maar alleen voor in & uitrukken tussen remise Zichtenburg en keerlus Kraayensteinlaan. In 1932 verviel Loosduinen--Den Haag. Het passagiersvervoer op het WSM-net werd in 1932 al opgeheven, maar de goederentreinen bleven tot 1968 in het gebied komen.